# Siglingen
Siglingen ist ein Ortsteil und Dorf im Landkreis Heilbronn in Baden-Württemberg, das seit 1975 Teilort der Kleinstadt Neudenau ist.

## Geographie
Das Dorf Siglingen liegt im unteren Jagsttal zwischen Möckmühl-Züttlingen und Neudenau, überwiegend auf der linken Seite innerhalb einer weit nach Norden ausholenden Flussschlinge. Von Norden mündet dort gegenüber dem Sporn der Sulzbach in die Jagst.
Zu Siglingen gehören neben dem namengebenden Dorf auch die Weiler Kreßbach in einem linken Nebental der Jagst und Reichertshausen im Sulzbachtal. Abgegangene Ortschaften sind Neuhof und Veherbrunnen.

## Geschichte

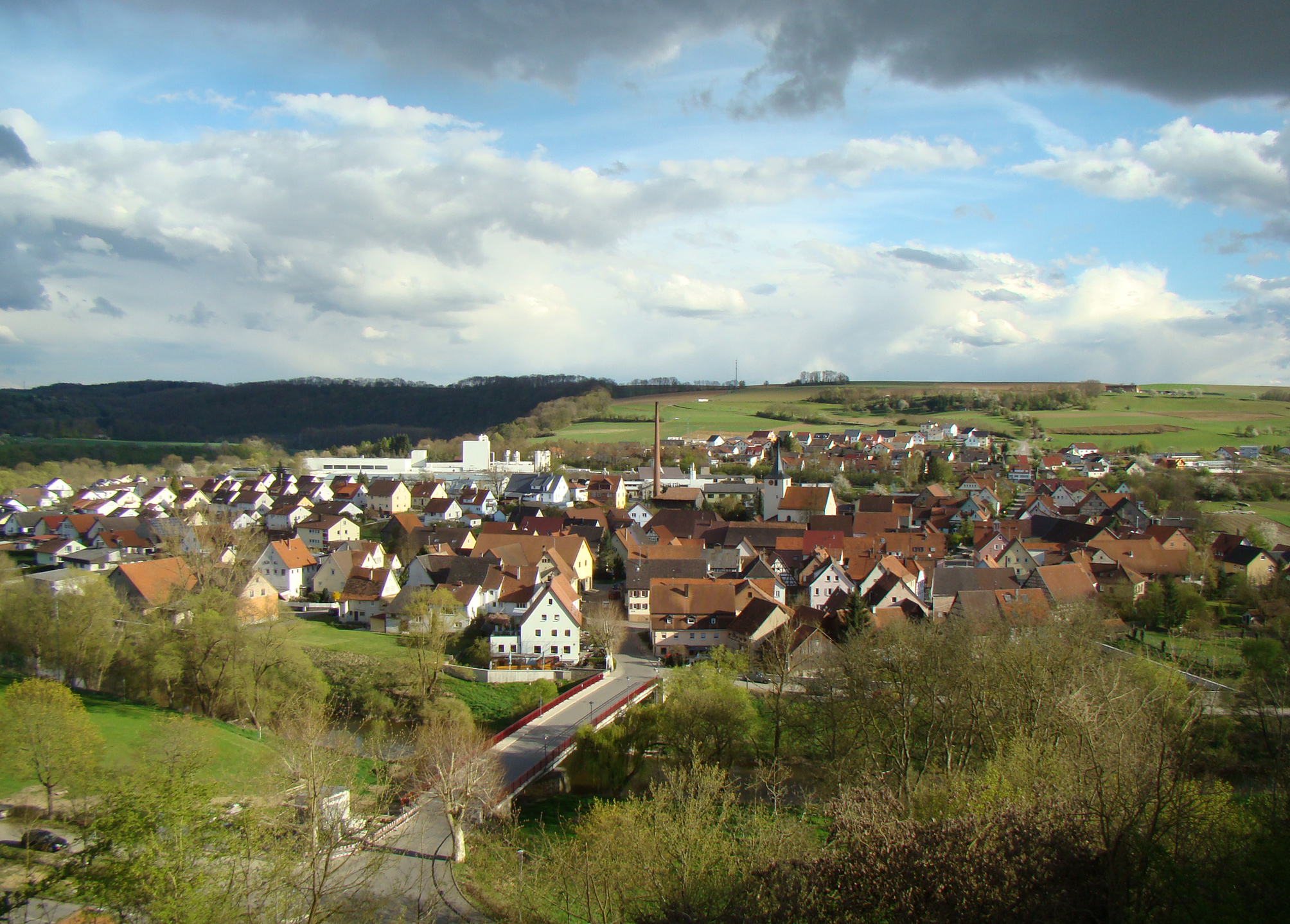
Blick auf Siglingen

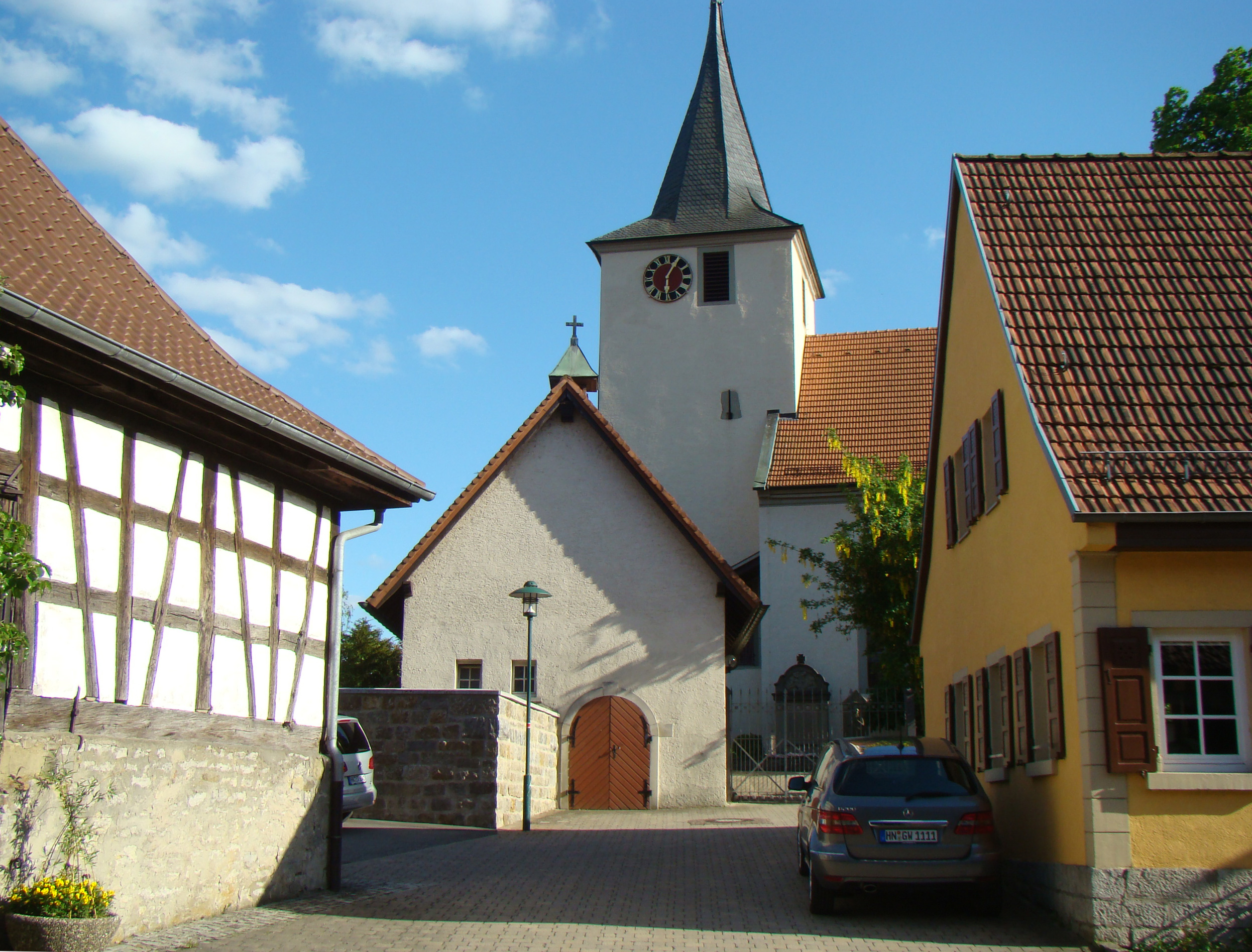
Blick zur Kirche

Bodenfunde auf Siglinger Markung zeugen von einer Besiedlung der Umgebung bereits in der Jungsteinzeit, die ältesten Siedlungsspuren innerhalb der Markung stammen aus dem dritten Jahrhundert. Die frühe Besiedlung des Ortes hängt vermutlich mit seiner geografischen Lage und mit der Nähe zu alten Fernwegen wie der Hohe Straße zwischen Kocher und Jagst und der Jagstquerung bei Deitingen zusammen.
Die erste urkundliche Erwähnung erfolgte in einer zwischen 779 und 802 ausgestellten Urkunde, in der eine Eigilsunt dem Kloster Fulda ihre Güter in Rohesheim (Ruchsen) und Siginingen (Siglingen) vermachte. Im hohen Mittelalter trat mit den Herren von Siglingen ein Ortsadel auf, der einen Herrensitz in Siglingen besaß, über dessen Lage die Forschung uneins ist. Bereits um 1300 waren die Herren von Siglingen nur noch Dienstleute der Herren von Weinsberg, die ab dann die Ortsherrschaft ausübten, während die Herren von Siglingen in späterer Zeit nur noch andernorts nachgewiesen sind und die Familie wohl in der zweiten Hälfte des 16. Jahrhunderts erlosch.
Im Jahr 1363 gestattete Kaiser Karl IV. dem Engelhard von Weinsberg, das Dorf Sygenyngen zu befestigen und dort einen Markt zu veranstalten. In der Folgezeit wurde ein Stadtgraben angelegt und Stadttore errichtet. Der Markt wurde bis ins 20. Jahrhundert zweimal jährlich abgehalten, wodurch Siglingen die Bezeichnung Marktflecken erhielt.
1445 fiel Siglingen an die Kurpfalz, 1504 an das Herzogtum Württemberg. Bereits in pfälzischer, aber später auch in württembergischer Zeit gehörte Siglingen zum Amt Möckmühl. Im Dreißigjährigen Krieg, in dem der Ort ohnehin durch die Pest und Einquartierungen zu leiden hatte, wurde Siglingen am 12. Mai 1636 fast vollständig niedergebrannt. Durch Hungerjahre und weitere Truppendurchzüge ging die Einwohnerzahl von etwa 400 Personen vor dem Krieg auf 73 im Jahr 1647 zurück. Von 71 Häusern im Jahr 1634 standen 1652 noch 13. Zwar wurde bereits 1650 die Kirche wiederaufgebaut, doch hat es rund 150 Jahre gedauert, bis sich der Ort wieder zur Größe vor dem Dreißigjährigen Krieg entwickelt hat.
Nach der Gründung des Königreichs Württemberg kamen die zum ehemaligen Amt Möckmühl gehörigen Orte 1810 zum Oberamt Neckarsulm. Siglingen war ab 1818 Amtsort für die Dörfer Kreßbach und Reichertshausen. Bei der Auflösung des Oberamts Neckarsulm 1938 kam der Ort zum Landkreis Heilbronn.
Den Zweiten Weltkrieg hat der Ort ohne größere Schäden überdauert. Am 27. Februar 1945 war der ehemalige Weltrekordhalter im Gehen, Arthur Tell Schwab, unter den beiden Todesopfern eines Tieffliegerangriffs auf einen Zug im Bahnhof von Siglingen. Als im April 1945 die Front bis Siglingen vorgerückt war, kam es kurzzeitig zum Beschuss des Ortes, die Übergabe an die Amerikaner fand jedoch kampflos statt.
Am 1. Januar 1975 wurde Siglingen nach Neudenau eingemeindet. Heute hat der Ort ca. 880 Einwohner. Er hat keine bedeutende Infrastruktur und ist vorwiegend ein Wohnort für Pendler der umliegenden Städte und Gemeinden. Siglingen ist ein Weinbauort des Weinbaugebietes Württemberg mit der Weinlage Hofberg.

## Sehenswürdigkeiten
Die evangelische Ulrichskirche wurde vermutlich im 10. Jahrhundert gegründet, später im Stil der Gotik umgebaut und 1636 zerstört. Die ursprünglich als Wehrkirche angelegte Kirche wurde ab 1650 wiederaufgebaut und seitdem mehrfach umgebaut und saniert. Bei der Kirche befinden sich zwei Kriegerdenkmale für die Gefallenen beider Weltkriege sowie ein historisches Kinder-Epitaph. In der Ortsmitte befindet sich darüber hinaus die historische Fachwerkkelter in der Weingasse sowie der Gasthof Traube mit Kellerportal von 1583.

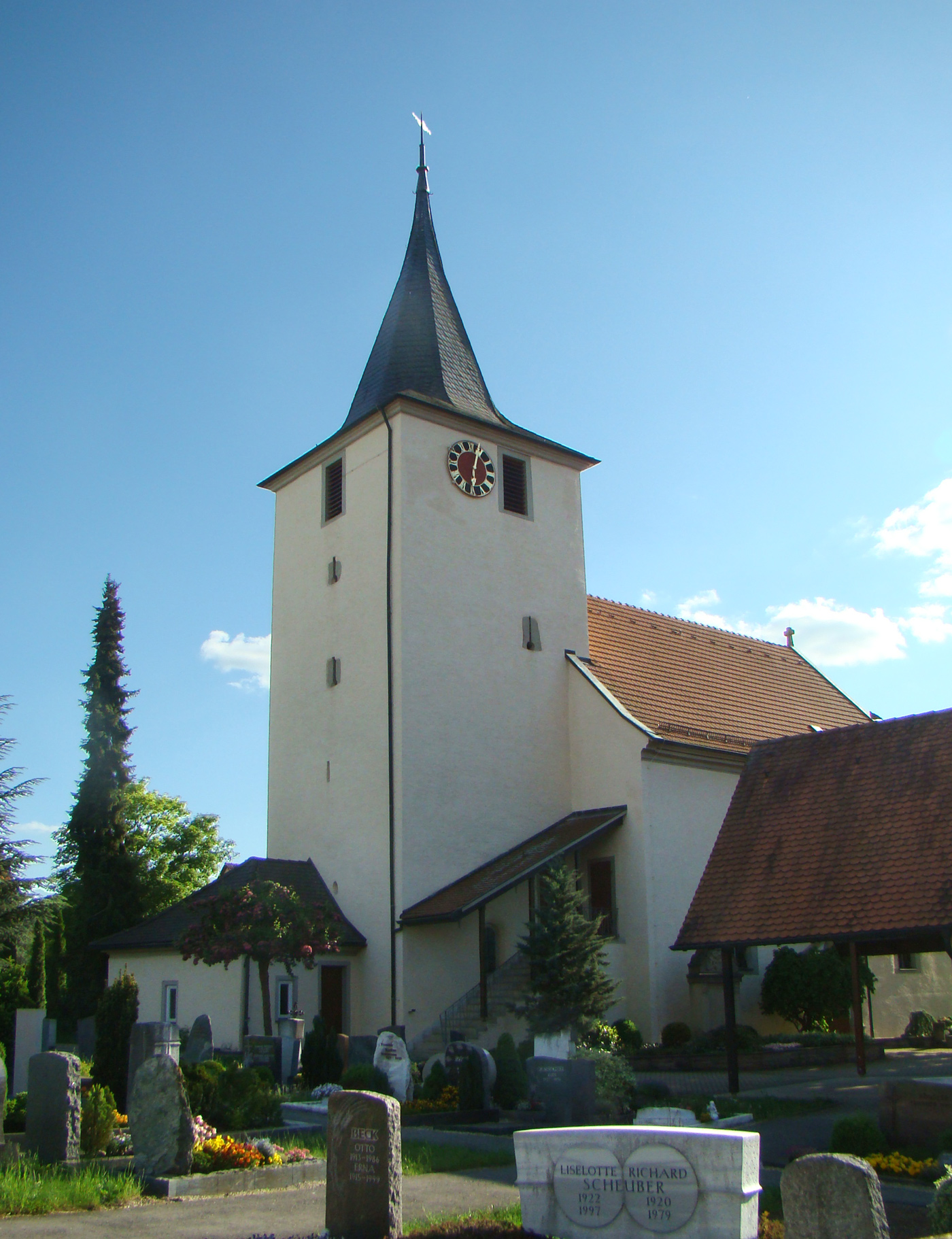
Ev. Ulrichskirche
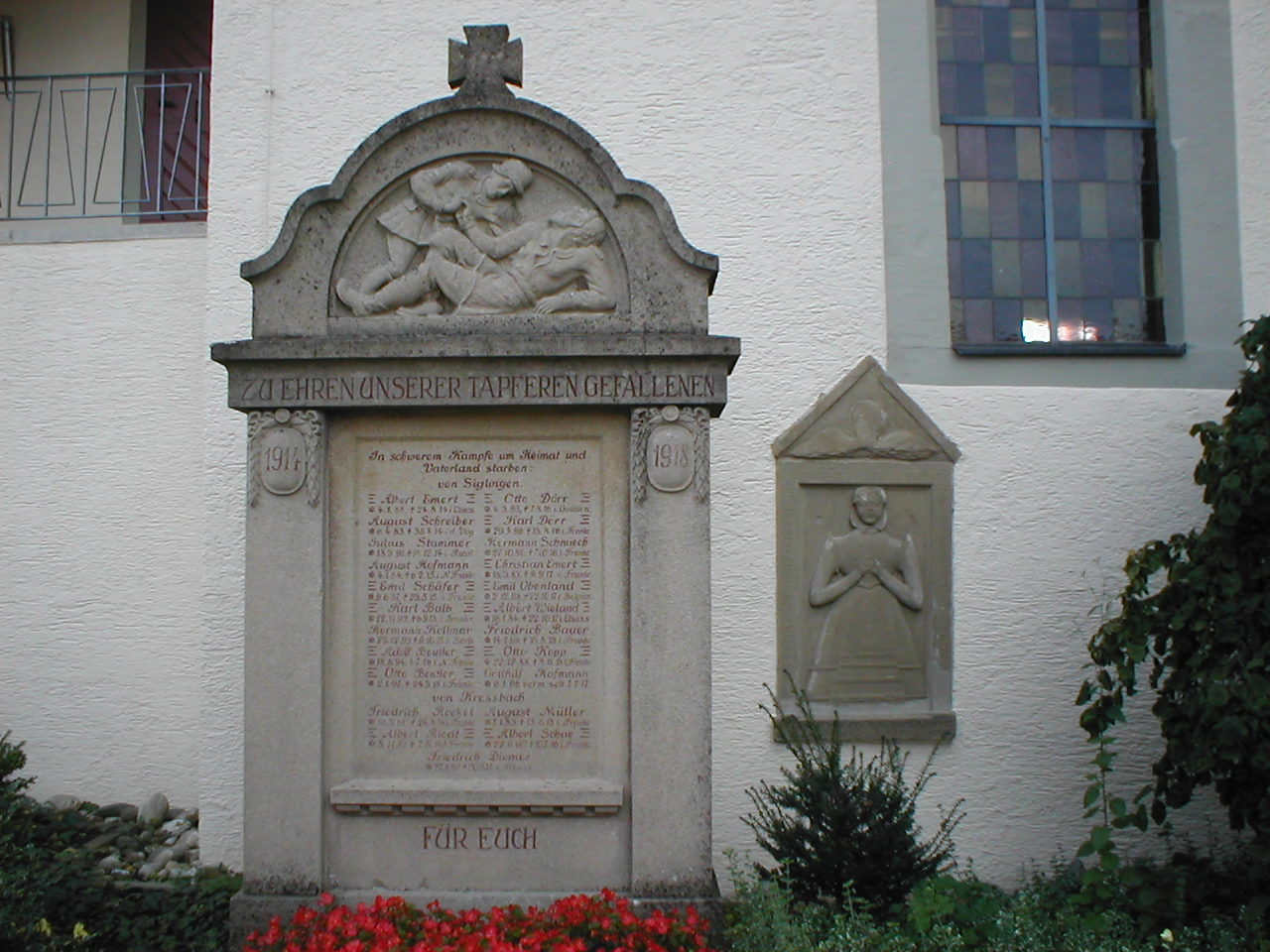
Kriegerdenkmal 1914–18
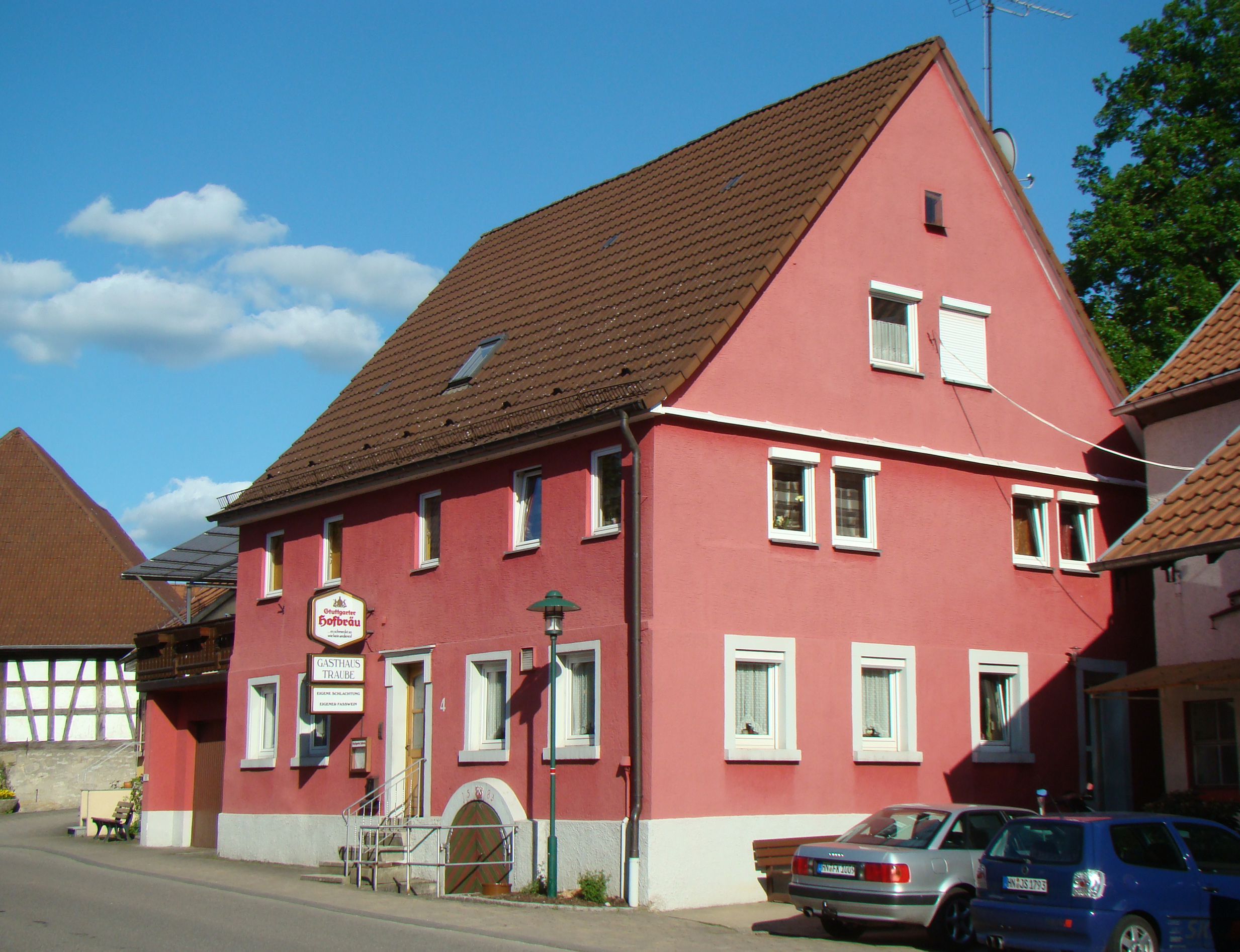
Gasthof Traube
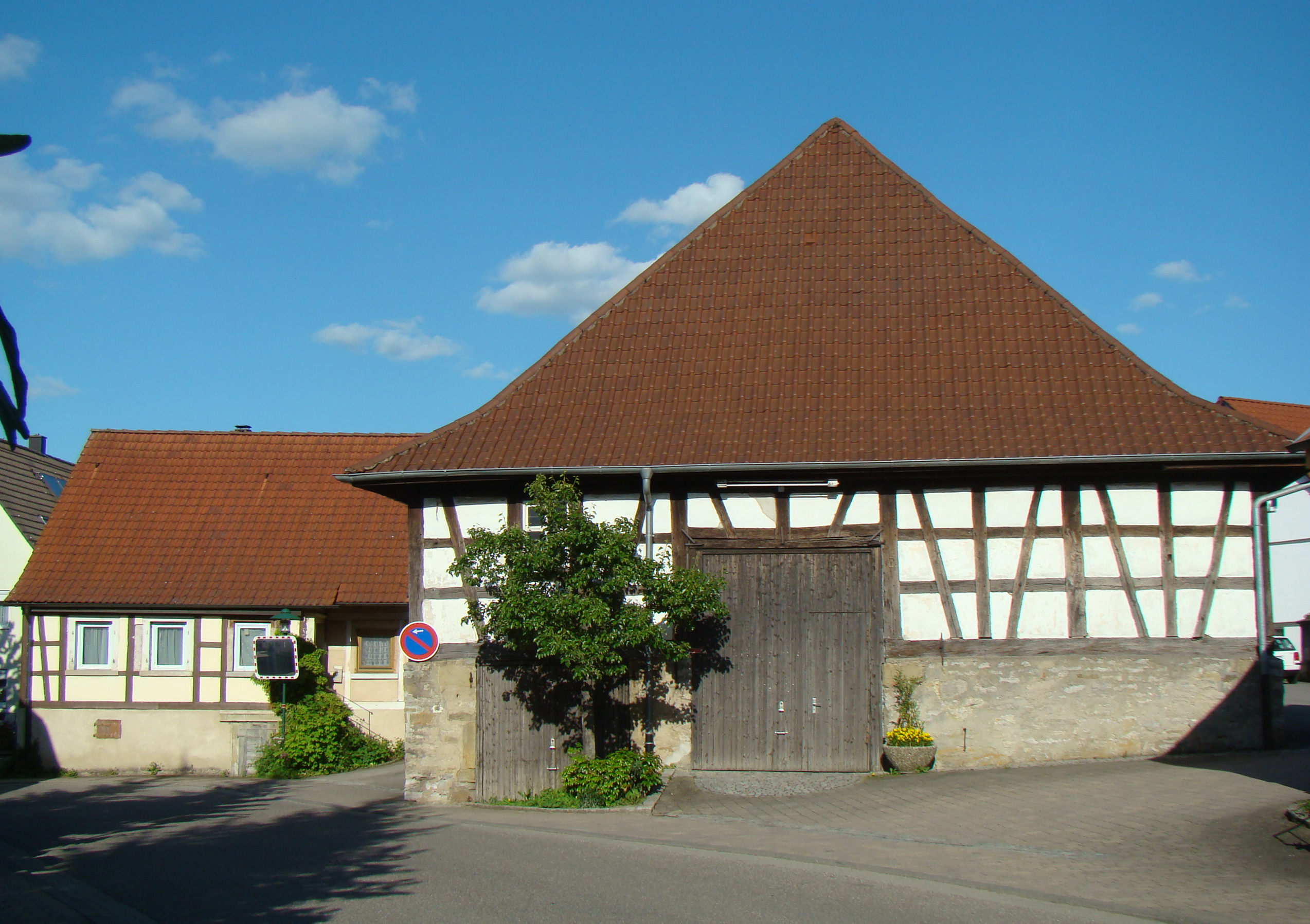
Alte Kelter

## Verkehr
- Die im Jagsttal von Züttlingen nach Bad Friedrichshall hinablaufende L 1096 führt durch Siglingen. Die nächsten Autobahnanschlüsse sind in Heilbronn-Neckarsulm an der Bundesautobahn A 6 und in Möckmühl-Züttlingen an der A 81.
- Siglingen liegt an der Frankenbahn von Stuttgart nach Würzburg. Es halten stündlich Regionalbahnen nach Osterburken und Heilbronn, die teilweise nach Stuttgart und Ulm durchgebunden werden.
- Der Kocher-Jagst-Radweg durchquert das Dorf.

## Persönlichkeiten
Als Siglingen selbstständige Gemeinde war, hat der Ort folgenden Personen das Ehrenbürgerrecht verliehen:
- Karl Ernst (1879–1953), Bürgermeister von Siglingen 1903–45, Ehrenbürger anlässlich seines 70. Geburtstages 1949
- Fritz Bosch (1922–2012), Bürgermeister von Siglingen 1948–1974